# Luis Martínez de Galinsoga y de la Serna
Luis Martínez de Galinsoga y de la Serna, conegut com a Luis de Galinsoga (Cartagena, 1891 - Madrid, 20 de febrer del 1967) fou un periodista i polític espanyol que va ocupar la direcció de La Vanguardia Española de Barcelona durant vint anys per designació del govern franquista. Es va fer cèlebre per protagonitzar l'anomenat «Afer Galinsoga». Juntament amb Francisco Franco Salgado, cosí del dictador, va escriure Centinela de Occidente, una hagiografia de Francisco Franco.

## Primers anys
Nascut a Cartagena estudià batxillerat internat en un col·legi de Jesuïtes a Oriola i es llicencià en dret a la Universitat de Madrid. Passà per diverses publicacions entre els anys 1912 i 1922, en què entrà a treballar al diari monàrquic ABC, primer com a redactor, després com a redactor en cap i finalment com a director, el 5 de març de 1936, quan succeí Juan Ignacio Luca de Tena com a director d'ABC, romanent en el lloc fins al 20 de juliol, data en què el diari fou confiscat pel Govern de la República.
Aconseguí arribar a la zona franquista i es feu càrrec de la direcció de l'ABC de Sevilla, romanent en el càrrec fins acabada la Guerra Civil Espanyola quan, el dia 1 de maig de 1939, fou nomenat director de La Vanguardia. En entrar les tropes franquistes a Barcelona i recuperar la família Godó el control del diari, el govern de Franco va posar dues condicions per permetre la publicació del diari: que passés a anomenar-se «La Vanguardia Española» i que acceptés que el govern nomenés el director. Ramón Serrano Súñer va nomenar Martínez de Galinsoga, el qual «procurà per sobre de tot castellanitzar la publicació, evitant el perill de semblar regionalista».
Restà en el càrrec fins al 5 de febrer de 1960, que fou destituït pel govern del general Franco per posar fi a l'anomenat "afer Galinsoga", com es coneix la campanya contra el diari organitzada per la resistència catalanista arran del menyspreu públic proferit pel director, que culminava el de molts anys, amb la frase «Todos los catalanes son una mierda» després d'assistir a una missa a l'església de Sant Ildefons de Barcelona en què l'homilia s'havia impartit en català.

## Trajectòria política
La seva postura política fou inicialment de to conservador i monàrquic. El 1912 dirigí el setmanari España de les Joventuts Conservadores. El 1916 era al diari conservador "La Nación", per després passar a altres òrgans periodístics semblants com "El Mentidero" i "Acción". El 1922 s'incorporà a l'ABC del qual el març del 1936 arribarà a ser-ne director. Dins el Partit Conservador d'Antoni Maura, de qui fou portaveu al Ministeri de la Governació d'Espanya (falta cita), i posteriorment al partit alfonsí antirepublicà Renovación Española de Calvo Sotelo sense obtenir mai cap càrrec electe. En les eleccions de febrer de 1936 fou candidat Renovación Española per Madrid a les llistes de la candidatura de dretes, però fou dels candidats menys votats d'aquesta candidatura i no aconseguí representació. Amb la unificació política decretada per Franco el 1937 passà a Falange Espanyola. En el període franquista fou procurador en Corts en dos períodes: 1946-1952 i 1955-1964, per designació del mateix cap de l'Estat, el general Franco. També fou delegat especial del Govern espanyol en el Consorci de la Zona Franca de Barcelona.